# Adriana Calvo
Adriana Lelia Calvo (Banfield, Buenos Aires; 16 de diciembre de 1947 - Buenos Aires, 12 de diciembre de 2010) fue una física argentina. Fue docente universitaria e investigadora. Estuvo secuestrada por el Gobierno militar durante la última dictadura cívico-militar argentina. Fue la primera testigo en dar testimonio en el Juicio a las Juntas Militares en 1985, y luchó activamente por los Derechos Humanos.

## Biografía
Se graduó como licenciada en Física en la Universidad Nacional de La Plata, en 1970. Hasta 1977 se desempeñó como docente e investigadora en la Facultad de Ciencias Exactas. Fue docente de física en la Facultad de Ingeniería de la Universidad de Buenos Aires. Participó en la actividad gremial de los docentes universitarios de ambas instituciones; se la reconoce como una de las principales fundadoras de la Asociación Gremial Docente (AGD). Fue víctima de la última dictadura cívico-militar argentina. La detuvieron en febrero de 1977 en su domicilio, estando embarazada de seis meses y medio de su tercera hija, quien nació en cautiverio.

Adriana Calvo fue retenida clandestinamente en diferentes dependencias de la Policía bonaerense: la Brigada de Investigaciones de la Ciudad de La Plata, en el Destacamento Policial de Arana, en la Comisaría 5.ª. de La Plata y en la Brigada de Investigaciones de Banfield, llamado "Pozo de Banfield". También su esposo en ese momento, el químico Miguel Ángel Laborde (docente de la Facultad de Ingeniería de la UBA e investigador de CONICET), estuvo detenido y prestó testimonio durante los juicios. 
Adriana Calvo fue liberada junto a su hija recién nacida. Inmediatamente luego de su liberación intentó comunicarse con las familias de otras detenidas; en el caso de Inés Ortega y su hijo Leonardo, nacido en cautiverio, pidió ayuda a su colega la física Ana Buenaventura Mocoroa, de la UNLP. Fue la primera testigo en el Juicio a las Juntas Militares en 1985. Su testimonio fue esclarecedor respecto de la apropiación de menores. Adriana Calvo se convirtió en una luchadora por los Derechos Humanos. Fue cofundadora y dirigente de la Asociación de Ex Detenidos Desaparecidos (AEDD) de la última dictadura cívico-militar.
Luego de su liberación, Adriana Calvo continuó su vida académica. Obtuvo su Doctorado en Física en la Universidad Nacional de La Plata en 1993. Fue a su vez directora de dos doctorandos en la Facultad de Ingeniería de la Universidad de Buenos Aires, entre los años 1996 y 2002. Ambas tesis versaron sobre medios porosos y medios granulares.

## Distinciones
Su muerte fue lamentada por las organizaciones de Derechos Humanos, por sus colegas y por la comunidad en general.
Entre los numerosos comunicados se encuentra una semblanza publicada por los tres hijos que tuvo Adriana con Miguel Ángel Laborde, el reconocimiento de la Senadora Nacional Norma Morandini, quien refiere:.

Nunca terminaremos de agradecer y reconocer a esos sobrevivientes que venciendo su propio temor, reducidos a un número y al silencio, recuperaron su condición jurídica y ante los cinco jueces narraron su calvario. Los que allí estábamos jamás olvidaremos el testimonio de Adriana Calvo, quien esposada y vendada tuvo su bebé al costado de un camino. Adriana convirtió su calvario en fuerza de lucha y fue una de las voces solidarias con las tragedias de los otros.

El martes 17 de mayo de 2011 fue homenajeada con una serie de actividades en su memoria en la Escuela Superior de Física y Química Industrial de París.
El 7 de marzo de 2023, la Universidad Nacional de La Plata realizó un homenaje en el marco de la Semana Feminista y el Mes de la Memoria en la UNLP. Además de un conversatorio, se creó un premio denominado "Reconocimiento Anual en Derechos Humanos UNLP" que lleva el nombre  “Adriana Calvo” y será otorgado a cinco personas u organizaciones por sus aportes en la defensa de los derechos humanos. 